# Mistrzostwa Polski w Boksie 1976
47. Mistrzostwa Polski w boksie mężczyzn odbyły się w dniach 2-9 maja 1976 roku w Poznaniu.

## Medaliści
| Kategoria:                        | Złoto:                                      | Srebro:                                          | Brąz:                                                                               |
| waga papierowa (do 48 kg)         | Henryk Średnicki (GKS Tychy)                | Henryk Pielesiak (Gwardia Łódź)                  | Jerzy Dominik (GKS Jastrzębie) Zbigniew Raubo (Górnik Radlin Wodzisław Śląski)      |
| waga musza (do 51 kg)             | Ryszard Czerwiński (Stal-Stocznia Szczecin) | Jan Górny (Carbo Gliwice)                        | Leszek Błażyński (Szombierki Bytom) Leszek Strasburger (Gwardia Wrocław)            |
| waga kogucia (do 54 kg)           | Włodzimierz Piątkowski (Gwardia Warszawa)   | Leszek Borkowski (Gwardia Łódź)                  | Władysław Pilecki (Legia Warszawa) Mirosław Wawrzyniak (Legia Warszawa)             |
| waga piórkowa (do 57 kg)          | Kazimierz Przybylski (Zagłębie Konin)       | Leszek Kosedowski (Stoczniowiec Gdańsk)          | Roman Gotfryd (Stal Stalowa Wola) Ryszard Jagielski (Górnik Pszów Wodzisław Śląski) |
| waga lekka (do 60 kg)             | Bogdan Gajda (Legia Warszawa)               | Zdzisław Nowak (Olimpia Poznań)                  | Kazimierz Adach (Czarni Słupsk) Antoni Banda (Metal Tarnów)                         |
| waga lekkopółśrednia (do 63,5 kg) | Kazimierz Szczerba (Legia Warszawa)         | Krzysztof Pierwieniecki (Stal-Stocznia Szczecin) | Alfred Cichowlas (Gwardia Warszawa) Zygmunt Pacuszka (Gwardia Wrocław)              |
| waga półśrednia (do 67 kg)        | Józef Stachowiak (Olimpia Poznań)           | Jerzy Rybicki (Gwardia Warszawa)                 | Piotr Bobrowski (Wybrzeże Gdańsk) Marian Musiał (Turów Zgorzelec)                   |
| waga lekkośrednia (do 71 kg)      | Wiesław Niemkiewicz (Zagłębie Lubin)        | Zbigniew Zakrzewski (Wybrzeże Gdańsk)            | Adam Koźlik (Zawisza Bydgoszcz) Kazimierz Lewandowski (Wisła Kraków)                |
| waga średnia (do 75 kg)           | Henryk Janowski (Stal Stalowa Wola)         | Ryszard Pasiewicz (Gwardia Łódź)                 | Jan Kaczorowski (GKS Jastrzębie) Marek Łuszczyński (Stoczniowiec Gdańsk)            |
| waga półciężka (do 81 kg)         | Janusz Gortat (Legia Warszawa)              | Jacek Kucharczyk (Gwardia Warszawa)              | Zbigniew Gawryjałek (Czarni Słupsk) Czesław Popko (Zawisza Bydgoszcz)               |
| waga ciężka (powyżej 81 kg)       | Jerzy Skoczek (Gwardia Warszawa)            | Ryszard Mazur (Olimpia Poznań)                   | Andrzej Biegalski (Legia Warszawa) Antoni Kuskowski (Zagłębie Konin)                |